# ラシド・スマイラ
ラシド・スマイラ（Rashid Sumaila 、1992年12月18日 - ）は、ガーナ・ケープ・コースト出身のプロサッカー選手。サッカーガーナ代表。ムアイザルSC所属。ポジションはDF。

## 経歴

### クラブ
地元ケープ・コーストのエブスワ・ドワーフズでプロデビュー。
2011年11月にはリーグ・ドゥのRCランスが獲得に乗り出しし、トライアルにも参加したが、結局それ以上の進展は無かった。
2012年7月、アサンテ・コトコSCに移籍。

### 代表
2011年、U-20代表の一員としてアフリカユース選手権に参加した。また同年9月にはU-23の一員としてアフリカ競技大会に参加、金メダルを獲得した。
2011年11月7日、シエラレオネ戦およびガボン戦でA代表初招集。アフリカネイションズカップ2012では暫定リスト25人の一人に入ったが、最終登録メンバー23人からは漏れた。

## 代表歴

### 出場大会
- ガーナ代表
  - 2014 FIFAワールドカップ

### 試合数
- 国際Aマッチ 10試合 0得点（2012年-2018年）[5]

| ガーナ代表 | 国際Aマッチ | 国際Aマッチ |
| 年         | 出場        | 得点        |
| ---------- | ----------- | ----------- |
| 2012       | 1           | 0           |
| 2013       | 5           | 0           |
| 2014       | 1           | 0           |
| 2015       | 0           | 0           |
| 2016       | 0           | 0           |
| 2017       | 2           | 0           |
| 2018       | 1           | 0           |
| 通算       | 10          | 0           |

## タイトル
アサンテ・コトコ
- ガーナ・プレミアリーグ: 2012-13

マメロディ・サンダウンズ
- プレミアサッカーリーグ: 2013-14

カーディシーヤ
- アミールカップ: 2014-15
- クウェート・プレミアリーグ: 2015-16

レッドスター・ベオグラード
- セルビア・スーペルリーガ: 2018-19

U-23ガーナ代表
- アフリカ競技大会サッカー競技金メダル: 2011

個人
- ガーナ最優秀DF (1): 2010–11